# Дончик, Виталий Григорьевич
Виталий Григорьевич До́нчик (укр. Віталій Григорович Дончик; 15 апреля 1932, Кременчуг — 18 ноября 2017, Киев) — советский и украинский литературовед, литературный критик. Доктор филологических наук, профессор, академик НАНУ. Заслуженный деятель науки и техники Украины (1997).

## Биография
Родился 15 апреля 1932 года в городе Крюков (ныне в составе города Кременчуг, Полтавская область, Украина). Отец Григорий Петрович (1907—1961) — учитель, участник войны, рабочий киевских заводов. Мать Елена Константиновна (1909) — учитель, работница Киевского завода имени Лепсе.
Окончил Киевскую спецшколу-интернат с английским языком обучения. В 1956 году с отличием окончил романо-германское отделение филологического факультета КГУ имени Т. Г. Шевченко. По специальности — филолог (преподаватель английского языка и литературы).
В 1956—1957 годах был референтом Комитета молодежных организаций УССР.
В 1957—1962 годах работал в газете «Литературная Украина»: сначала как литературный работник отдела критики, с 1960 года — заведующий отделом критики.
С 1962 года работал в Институте литературы имени Тараса Шевченко. В 1962—1965 годах был аспирантом. В 1965—1986 годах — мл. н. с., ст. н. с., в 1986—1992 годах — заведующий отделом Украинской советской литературы.
С апреля 1992 года по июнь 1993 работал заместителем главы, председателем комиссии по гуманитарным вопросам Киевской горгосадминистрации.
С июня 1993 года по сентябрь 1997 — главный научный сотрудник отдела украинской литературы XX века Института литературы имени Тараса Шевченко. С сентября 1997 года был заведующим отделом украинской литературы XX века.
1967 защитил кандидатскую диссертацию «Развитие аналитической основы в современной литературе (из наблюдений над украинской прозой 1950—60-х годов)». 1983 защитил докторскую диссертацию «Украинский советский роман. Движение идей и форм (1941—1981)». Доктор филологических наук (1984). Профессор (1999). Академик НАНУ (избран 6 мая 2006 года). Член СПУ с 1965 года. С июля 1989 года по январь 2000 — главный редактор журнала «Слово и время» (до января 1990 года — «Советское литературоведение»).
Умер 18 ноября 2017 года в Киеве.

## Награды и премии
- Государственная премия Украины имени Тараса Шевченко (1996) — за учебное пособие «История украинской литературы XX века» в 2 книгах
- заслуженный деятель науки и техники Украины (1997)
- Орден «За заслуги» ІІ степени (2009)[1]
- Орден «За заслуги» ІІІ степени (2007)[2]
- Почётная грамота Верховной Рады Украины (2012)